# Обход (Ардатовський район)
Обход (рос. Обход) — присілок у складі Ардатовського району Нижньогородської області. Входить до складу робітничого селища Ардатов..

## Географія
Розташоване за 10 км на північний захід від робітничого поселення Ардатов.
Розташований за 3,5 км на північний захід від робітничого поселення Ардатов, біля витоків річки Ужовка, лівої притоки Леметі, висота над рівнем моря 157 м. Найближчі населені пункти: Леметь за 2 км на північний схід, Ужовка за 2,5 км на північ від і Котовка за 1,5 км на захід від. У селі 2 вулиці: Зелена і Ставкова.

## Населення
| 1999 | 2002 | 2010 |
| ---- | ---- | ---- |
| 74   | ↘63  | ↘49  |